# Kitwe
Kitwe – miasto w Zambii położone w prowincji Copperbelt, na obszarze Pasa Miedzionośnego. Ważny ośrodek górnictwa i hutnictwa miedzi, kobaltu oraz przemysłu metalowego, chemicznego, drzewnego, samochodowego, odzieżowego, papierniczego i spożywczego, a zarazem drugie co do liczby ludności miasto kraju.
Do zespołu miejskiego Kitwe należy miasto Kalulushi.

## Miasta partnerskie
- Sheffield, Wielka Brytania
- Detroit, Stany Zjednoczone
- Baia Mare, Rumunia